# Екатерина Померанская (1390—1426)

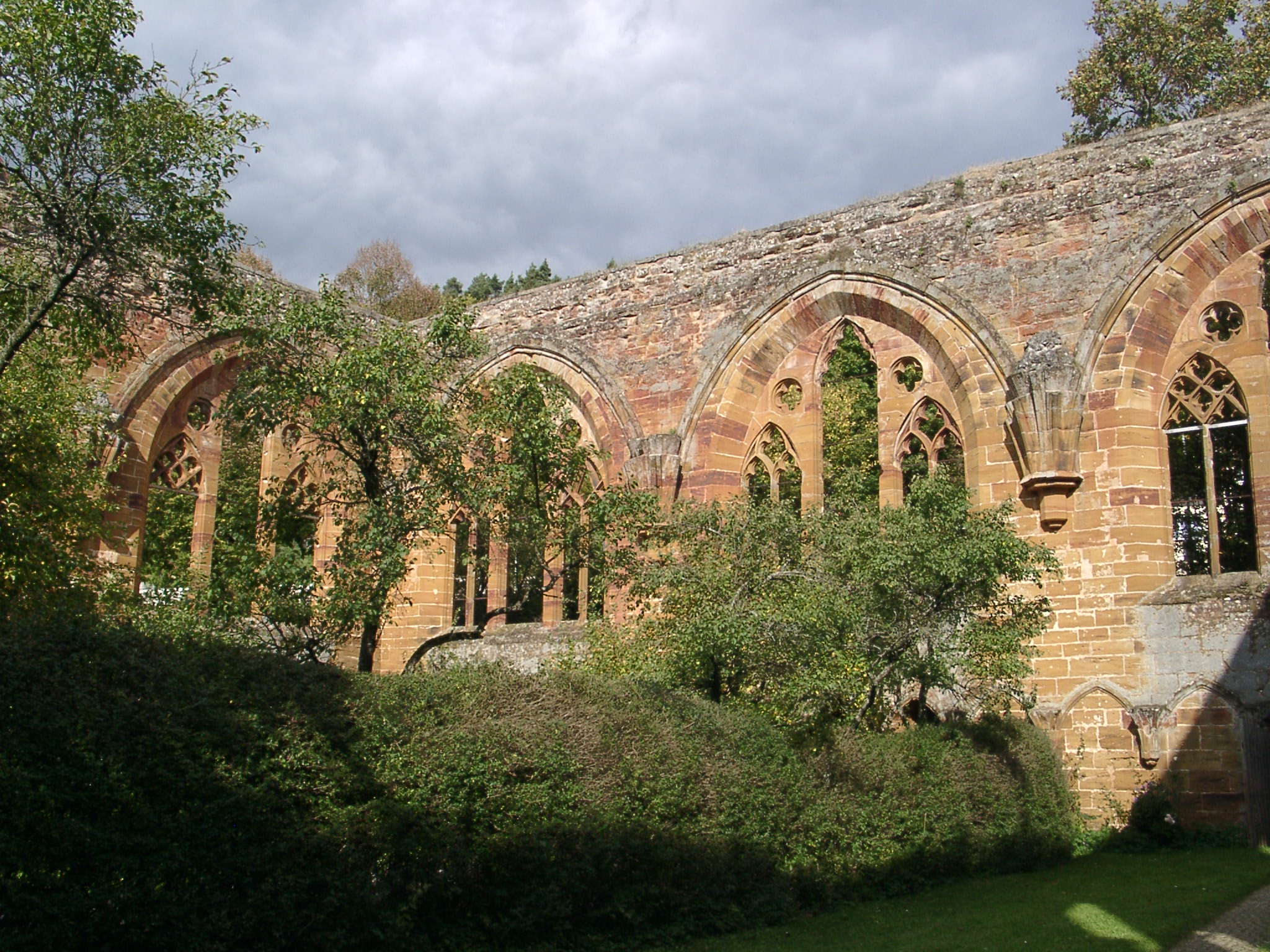
Монастырь Гнаденберг, в котором были захоронены останки Екатерины.

Екатерина Померанская (нем. Katharina von Pommern; около 1390, Дарлово — 4 марта 1426, Ноймаркт, Верхний Пфальц) — померанская принцесса и графиня Пфальц-Ноймарктская. Была женой Иоганна, графа Пфальц-Ноймарктского и матерью Кристофера Баварского, короля Дании, Швеции и Норвегии, объединённых Кальмарской унией.

## Жизнь
Екатерина была дочерью Вартислава VII, герцога Померанско-Столпского и Марии Мекленбург-Шверинской, являвшейся дочерью Генриха III, герцога Мекленбургского и Ингеборги Датской, старшей дочери бездетного короля Вальдемара IV и сестры Маргариты I Датской. Матерью Генриха III была Евфимия Шведская, дочь Эрика Магнуссона и сестра Магнуса Эрикссона. Братом Екатерины был Эрик Померанский, король Дании, Швеции и Норвегии.
Двое братьев и сестёр были усыновлены великой королевой Данией Маргарита I в 1388 году. Первоначально, план Маргарит состоял в том, чтобы Кэтрин вошла в Вадстенский монастырь Вадстена Кэтрин была кандидатом для брака с принцем Генрихом Уэльским. Этот брак был предложен в 1400—1401, и это была идея двойной свадьбы, свадьба должна была быть организована между Екатериной и Генрихом параллельно свадьбе между её братом Эриком и сестрой Генриха, Филиппой. Брак между Екатериной и Генрихом так и не состоялся, но в 1406 году была создана другая косвенная связь с английским королевским домом, когда зять Филиппы предложил брак с Джоном, графом Пфальц-Ноймарктским. Джон был сыном Руперта, короля Германии. Переговоры были завершены в течение одного года, и Маргарита дала Екатерине приданое в 4000 гульденов, что намного меньше, чем ожидал её будущий тесть.
15 августа 1407 года Екатерина вышла замуж за Джона в Рибе, Дания. У них будет семеро детей, но только их младший, Кристофер, доживёт до младенчества. Кристофер сменит своего дядю Эрика на посту короля трех скандинавских королевств.
Екатерина умерла 4 марта 1426 года.